# جون إتش وايت جونيور
جون إتش وايت جونيور (بالإنجليزية: John H. White, Jr.)‏ هو مؤرخ أمريكي، ولد في 10 نوفمبر 1933 في سينسيناتي في الولايات المتحدة.